# 马尔科·范巴斯滕
马塞尔·“马尔科”·范巴斯滕（荷蘭語：Marcel "Marco" van Basten，1964年10月31日—），是一名前荷蘭足球運動員，荷蘭足球傳奇巨星之一。是1980年代至1990年代荷蘭和意大利班霸球隊AC米蘭隊最优秀的前鋒。他曾經三次獲得歐洲足球先生，一次獲得世界足球先生。2004年，他位列球王比利評選的125位最出色的在世球星（FIFA 100）中。
视为最伟大和最完整的前锋之一和球员历史上的运动，由于他多产的进球和伟大的技能，范巴斯滕被称为“乌得勒支的天鹅”，他动作优雅和进攻机敏，并喜欢以得分为目标。他的身高和力量使他在空中出类拔萃，他的技术能力和敏捷性使他在整个职业生涯中都能完成精彩的射门，如截击和倒掛金鈎。

## 生涯

### 球員時代

#### 球會
雲巴士頓出生於荷蘭的乌得勒支，青年時代為阿積士青年軍成員。他於1982年首次於荷甲聯賽上陣，並取得職業生涯中第一球。
後來，阿積士開始重用雲巴士頓，為攻擊核心。在1982至1985年間各球季，他在聯賽射入59球，協助球會贏得三次荷甲冠軍；1983年贏得荷蘭盃冠軍，當屆還是雙料冠軍。及後雲巴士頓於1984至1987年間，連續四季成為聯賽神射手。這在足球史上是極罕見的。其後1985-1986年球季攻入37球，不僅是雲巴士頓在職業生涯之中最多的入球，更獲得歐洲金靴獎。而在1987年中的歐洲优胜者杯決賽中「一箭定江山」，以1:0擊敗东德的萊比錫火車頭，為球會得到14年以來的第一個歐洲冠軍。
1987年，雲巴士頓與一同轉會至意甲的AC米兰，但因傷患關係，首季雲巴士頓只上陣聯賽11場，入3球。至傷瘉後AC米蘭簽入，與雲巴士頓以及古列治成為「荷蘭三劍客」，但由於古列治重傷需長期休養，令AC米蘭的攻擊力削弱，失去了該屆的意甲冠軍。
1989年，雲巴士頓與古列治兩人各為球會射入兩球，協助球會於歐洲冠軍球會盃決賽以4:0大勝羅馬尼亞的布格勒斯特星，為球會重奪失落多年的歐冠盃冠軍，其後，雲巴士頓又為球會贏得豐田杯的冠軍。1990年至1991年的球季，雲巴士頓分別為球會先後擊敗賓菲加以及奧林匹亞，蟬聯了欧冠與豐田杯的冠軍。
1991至1992年赛季，AC米蘭以全季不败赢的意甲冠军，雲巴士頓射进25球，成为意甲神射手同时当選世界足球先生和欧洲足球先生，是他於AC米蘭中最多入球的一季。但在一季之後，雲巴士頓於該季球季中因半月板的受傷而被迫提早退役，在該季中，雲巴士頓上陣15場聯賽共射入13球。

#### 國家隊
在國家隊方面，雲巴士頓在1983年9月7日對冰島處子上場出賽，在1984年的歐洲國家杯以及1986年世界杯中，雲巴士頓都未能助國家隊在資格賽出線，但最終仍能參與1988年歐洲國家杯的決賽周。
在該屆賽場中，雲巴士頓在分組賽的第三場對英格蘭的球賽中成為了英雄，雲巴士頓的帽子戲法不但助國家隊取得2分，並令國家隊晉身8強賽中，後來在4強賽中再次成為國家隊的英雄，荷蘭在該球場中對手是主辦國西德，在88分鐘射入奠定勝局的一球，最終淘汰德國，並晉身至決賽，在決賽中，雲巴士頓在54分鐘攻入一球世界波，以2:0戰勝蘇聯，除奪得了冠軍外，雲巴士頓更以5球成為該屆賽場的神射手（僅次於12年後的古華特），又被選為歐洲足球先生以及由《世界足球》選為世界足球先生，1年後，雲巴士頓衛冕歐洲足球先生的殊榮。
這支歐洲國家杯的冠軍盟主於1990年世界杯中被視為熱門之一，但在賽事期間，卻出現了領隊與球員不和的情況，在該屆世界杯中，荷蘭在16強中以1:2不敵德國出局，而雲巴士頓在4場的球賽中都沒有入球，期間也發吐口水鬧劇，導致德國之禾拉和荷蘭之列卡特判停賽；1992年的歐洲國家杯中，荷蘭在四強賽中以2:2言和丹麥，在互射點球中，范巴斯滕成為了隊中唯一一位未能射入點球的球員，最終丹麥在互射點球中以5:4擊敗荷蘭，但他仍然得到歐洲足球先生以及世界足球先生的獎項。
1994年，雲巴士頓被邀請參與1994年世界杯，但他謝絕了國家隊的好意，也正式離開了賣力多年的國家隊。

### 教練生涯
雲巴士頓退出球員生涯後，被選為FIFA 100的球員之一，後來雲巴士頓轉為加入領隊的行列，先於2003年成為阿積士青年軍的助教以及成為阿積士預備組的助教，協助預備組贏得聯賽與杯賽兩個冠軍。在2004年，雲巴士頓執教荷蘭國家隊，並以10勝2和得32分使國家隊成功晉身2006年世界杯的決賽周。
在決賽周中，荷蘭在有死亡之組之稱的C組作賽，先後以1:0戰勝塞黑及對科特迪瓦以2:1取勝與0:0言和阿根廷取得7分以第二位出線十六強，最終，雲巴士頓所帶領的荷蘭以1:0不敵葡萄牙出局。
雲巴士頓執教荷蘭隊跟前任很不同，前任各教練都喜歡起用一些名氣響亮的球星，但雲巴士頓卻認為太多球星會勢大難制，不利國家隊健康，所以他自上台起都專門選用名氣不大的球員，尤以新人為甚，包括瑞恩·巴贝尔、海廷加、斯內德、亨特拉爾。而在荷蘭於世界杯十六強出局後，雲巴士頓也明言世界杯用人是為2008年歐洲國家杯作準備。
2008年1月雲巴士頓已宣佈離開荷蘭國家隊，同年2月也正式宣佈會在2008年歐洲盃後重返阿積士。2008年歐洲盃決賽週荷蘭在分組賽表現可人，在號稱「死亡之組」的C組分別擊敗意大利（3-0）、法國（4-1）及羅馬尼亞（2-0），三戰全勝而成為奪標大熱門。但在淘汰制的半準決賽以1-3負於由同胞執教的俄羅斯而告出局。
2008年7月一日，雲巴士頓以本土人身分出任荷蘭本土勁旅阿積士教練，其後離職；至2012年，他轉任海倫芬教練。

## 榮譽
- 荷蘭甲組聯賽冠軍：1982年、1983年、1985年
- 荷蘭盃（KNVB杯）冠軍：1983年、1986年、1987年
- 意甲冠軍：1988年、1992年、1993年
- 歐冠盃冠軍：1989年、1990年
- 欧洲优胜者杯冠軍：1987年
- 歐洲超級杯：1989年、1990年
- 丰田杯：1989年、1990年
- 欧洲足球锦标赛冠軍：1988年
- 荷蘭足球先生：1985年
- 歐洲足球先生：1988年、1989年、1992年[17]
- 世界足球先生：1992年
- 荷甲神射手：1984-1987年
- 意甲神射手：1990年、1992年
- 欧洲足球锦标赛神射手：1988年
- 歐洲金靴獎：1986年
- 上世紀歐洲最佳球員第4名

## 外部連結
- Marco van Basten – FIFA國際賽競賽紀錄 (存檔)
- Marco van Basten fansite
- Marco van Basten extensive profile at AC Milan Online （页面存档备份，存于）